# Intercomprensió
Els orígens de la Intercomprensió comencen a principis dels anys 90, moment en què es van proposar nombroses definicions, però cap d'elles no va ser compartida per tothom. Actualment, la intercomprensió representa un nou enfocament sobre la didàctica de l'ensenyament de les llengües estrangeres i la següent definició reuneix l'acord de tots els experts:
La intercomprensió és una forma de comunicació en la qual cadascú parla la seva llengua materna i entén la de l'altre.
Aquesta definició inclou la comprensió escrita i la comprensió oral excloent-ne la producció oral i/o escrita. La intercomprensió es dona sempre entre parlants de llengües d'una mateixa família lingüística, ja que les llengües no són considerades com a llengües estrangeres, sinó com a dialectes d'una mateixa llengua.
Quant als avantatges de la intercomprensió, alguns dels que es podrien anomenar, tenen un fonament polític, psicològic i educatiu.
La intercomprensió coincideix amb les necessitats polítiques de la Unió Europea i amb les decisions educatives preses per una de les seves institucions més representatives: el Consell d'Europa que promou el plurilingüisme. La preservació del multilingüisme europeu no concorda amb el domini d'una llengua sobre les altres, una lingua franca que tothom hauria d'aprendre i que esdevindria l'únic vehicle de comunicació entre parlants de diferents llengües. En el cas de la intercomprensió, totes les llengües reben el mateix status, ja que els participants utilitzen la seva llengua materna.
Des d'un punt de vista psicològic, la intercomprensió es basa en la idea que els essers humans posseeixen una capacitat natural per al llenguatge - idea basada en la teoria sobre l'adquisició del llenguatge de Ferdinand de Saussure -. La facultat del llenguatge permet als essers humans no només d'expressar les seves idees, sinó d'entendre missatges en els quals aquestes idees s'expressen.
Finalment, l'adquisició de la competència en intercomprensió s'ha d'ensenyar mitjançant principis didàctics que en facilitin l'adquisició. El primer principi es basa en la motivació, és a dir, ensenyar a l'alumne que no aprèn una llengua estrangera des de zero, sinó que hi ha moltes coses que ja coneix. El segon principi es basa en un aprenentatge autònom segons el qual, els estudiants han de ser capaços d'avançar ells sols i a continuació, rebre l'ajuda del professor. Finalment, la intercomprensió obre les portes a una educació intercultural gràcies al coneixement de cultures diferents gràcies a l'aprenentatge de llengües estrangeres.

## Altres definicions d'intercomprensió
- Una Europa di poliglotti non è una Europa di persone che parlano correntemente molte lingue, ma nel migliori dei casi di persone che possono incontrarsi parlando ciascuno la propria lengua e intendendo quella dell'altro, che pure non saprebbero parlare in modo fluente, e intendendola, sia pure a fatica, intendessero il "genio", l'universo culturale che ciascuno esprime parlando la lengua dei propri avi e Della propria tradizione.

Humberto Eco, La recerca de la lingua perfecta, 1993.
- Comprensión mutua de hablantes de lenguas diferentes que se presenta como un modelo alternativo en el ámbito de la didáctica de las lenguas que puede aprovecharse en el caso de las lenguas románicas.

Christian Degache 2003.
- Ce qui rend possible cette intercompréhension c’est que chacun s'adapte à un grand nombre de traits phonologiques, syntaxiques ou lexicaux de son interlocuteur que cependant il n'utilise pas lui-même.

François (in Martinet 1968 : 173)

## Projectes d'intercompresió
- Euromania
- InterRomània[Enllaç no actiu]
- Itinéraires romans: http://dpel.unilat.org/DPEL/Creation/IR/index.fr.asp Arxivat 2011-09-16 a Wayback Machine.